# 凯拉加尔
凯拉加尔（Khairagarh），是印度恰蒂斯加尔邦Rajnandgaon县的一个城镇。总人口15149（2001年）。

## 人口
该地2001年总人口15149人，其中男性7684人，女性7465人；0—6岁人口1897人，其中男907人，女990人；识字率72.69%，其中男性为81.01%，女性为64.13%。